# Karim Konaté
Karim Konaté (Koumassi, 2004. március 21. –) elefántcsontparti válogatott labdarúgó, a Red Bull Salzburg játékosa.

## Pályafutása

### Klubcsapatokban
Hazájában az ASEC Mimosas csapatában nevelkedett, majd a felnőttek között is pályára lépett és bajnokságot nyert. 2022. június 14-én szerződtette az osztrák Red Bull Salzburg csapata, ahol először a tartalékok között számoltak vele. 3,5 millió euróért szerződtették és öt évre írt alá. Augusztus 2-án kezdőként mutatkozott be a Liefering csapatában a Vorwärts Steyr ellen 4–3-ra megnyert másodosztályú bajnoki találkozón. Augusztus 12-én megszerezte első bajnoki gólját a First Vienna elleni 1–1-re végződő mérkőzésen. Október 21-én mesterhármast szerzett a 6–1-re megnyert találkozón a Rapid Wien II ellen. 2023. február 19-én góllal mutatkozott be a Salzburg első csapatában a WSG Tirol ellen 3–1-re megnyert Bundesliga-mérkőzésen. Március 10-én ismét három gólt szerzett a Liefering csapatában a Horn ellen.
Június 7-én mutatkozott be a kupában az Ardagger ellen 6–0-ra megnyert találkozón, ahol duplázott és kiosztott egy gólpasszt. Augusztus 6-án duplázott a WSG Tirol elleni bajnoki találkozón. Augusztus 21-én 2028. június 30-ig meghosszabbította a szerződését a klubbal. November 4-én ismét duplázott a WSG Tirol ellen 2–0-ra megnyert találkozón. 2024. május 12-én mesterhármast szerzett a TSV Hartberg ellen 5–1-re megnyert bajnoki mérkőzésen. A szezon gólkirályi címét 20 góllal nyerte meg.

### A válogatottban
2021. szeptember 3-án debütált a Mozambik elleni 2022-es labdarúgó-világbajnokság-selejtező mérkőzésen. 2021. december 23-án bekerült Patrice Beaumelle 23 fős keretébe, amely részt vett a 2021-es Afrikai nemzetek kupáján, de pályára nem lépett. 2023 márciusában az U23-as válogatottba kapott meghívót. November 17-én megszerezte első két felnőtt válogatott gólját Seychelle-szigetek ellen 9–0-ra megnyert afrikai nemzetek kupája selejtező mérkőzésen.
December 28-án bekerült Jean-Louis Gasset szövetségi kapitány keretébe, amely a 2023-as afrikai nemzetek kupájára készül. A tornán három találkozón lépett pályára a győztes csapat tagjaként.

## Statisztika

### Klub
2024. május 19-én frissítve.
| Klub              | Szezon   | Bajnokság | Bajnokság | Kupa  | Kupa | Nemzetközi | Nemzetközi | Egyéb | Egyéb | Összesen | Összesen |
| Klub              | Szezon   | Meccs     | Gól       | Meccs | Gól  | Meccs      | Gól        | Meccs | Gól   | Meccs    | Gól      |
| ----------------- | -------- | --------- | --------- | ----- | ---- | ---------- | ---------- | ----- | ----- | -------- | -------- |
| ASEC Mimosas      | 2021–22  | 12        | 12        | 0     | 0    | 4          | 0          | —     | —     | 16       | 12       |
| ASEC Mimosas      | 2022–23  | 17        | 8         | 0     | 0    | 8          | 0          | —     | —     | 25       | 8        |
| ASEC Mimosas      | Összesen | 29        | 20        | 0     | 0    | 12         | 0          | 0     | 0     | 41       | 20       |
| Liefering         | 2022–23  | 18        | 15        | —     | —    | —          | —          | —     | —     | 18       | 15       |
| Liefering         | Összesen | 18        | 15        | 0     | 0    | 0          | 0          | 0     | 0     | 18       | 15       |
| Red Bull Salzburg | 2022–23  | 9         | 3         | 0     | 0    | 0          | 0          | —     | —     | 9        | 3        |
| Red Bull Salzburg | 2023–24  | 29        | 20        | 4     | 2    | 5          | 0          | —     | —     | 38       | 22       |
| Red Bull Salzburg | Összesen | 38        | 23        | 4     | 2    | 5          | 0          | 0     | 0     | 47       | 25       |
| Összesen          | Összesen | 85        | 58        | 4     | 2    | 17         | 0          | 0     | 0     | 106      | 60       |

### A válogatottban
2024. március 26-án frissítve.
| Elefántcsontpart | Elefántcsontpart | Elefántcsontpart |
| Év               | Meccs            | Gól              |
| ---------------- | ---------------- | ---------------- |
| 2021             | 2                | 0                |
| 2022             | 5                | 0                |
| 2023             | 4                | 2                |
| 2024             | 6                | 0                |
| Összesen         | 17               | 2                |

## Sikerei, díjai

### Klub
- ASEC Mimosas
  - Elefántcsontparti bajnok: 2020–21, 2021–22

- Red Bull Salzburg
  - Osztrák Bundesliga: 2022–23

### Válogatott
- Elefántcsontpart
  - Afrikai nemzetek kupája: 2023[28]

### Egyéni
- Az Osztrák Bundesliga legjobb fiatal játékosa: 2023–24[19]
- Az Osztrák Bundesliga gólkirálya: 2023–24[19]
- Az Osztrák Bundesliga szezon csapatának tagja: 2023–24[29]
- Az Osztrák 2. Liga szezon csapatának tagja: 2022–23[30]